# Municipio de Golden Glen
El municipio de Golden Glen (en inglés: Golden Glen Township) es un municipio ubicado en el condado de LaMoure en el estado estadounidense de Dakota del Norte. En el año 2010 tenía una población de 108 habitantes y una densidad poblacional de 1,18 personas por km².

## Geografía
El municipio de Golden Glen se encuentra ubicado en las coordenadas 46°19′24″N 98°44′1″O / 46.32333, -98.73361. Según la Oficina del Censo de los Estados Unidos, el municipio tiene una superficie total de 91.55 km², de la cual 91,35 km² corresponden a tierra firme y (0,22 %) 0,2 km² es agua.

## Demografía
Según el censo de 2010, había 108 personas residiendo en el municipio de Golden Glen. La densidad de población era de 1,18 hab./km². De los 108 habitantes, el municipio de Golden Glen estaba compuesto por el 100 % blancos. Del total de la población el 0 % eran hispanos o latinos de cualquier raza.